# Hoofdklasse (zaalkorfbal) 2023/24
De Hoofdklasse (zaalkorfbal) 2023/24 is de 19e editie van de Hoofdklasse Zaalkorfbal.
De Hoofdklasse Zaalkorfbal is de op twee na hoogste zaalkorfbalcompetitie van het Nederlandse zaalkorfbal.
De kampioenen van beide poules zullen promoveren naar de Korfbal League 2. De nummers 7 en 8 zullen degraderen naar de overgangsklasse.

## Seizoen

### Hoofdklasse A (HKA)
| # | team       | gs | pt |                                    |
| - | ---------- | -- | -- | ---------------------------------- |
| 1 | Fiks       | 14 | 25 | Promotie naar de Korfbal League 2  |
| 2 | SCO        | 14 | 23 |                                    |
| 3 | Wageningen | 14 | 20 |                                    |
| 4 | DOS (W)    | 14 | 10 |                                    |
| 5 | De Meeuwen | 14 | 9  |                                    |
| 6 | NKC '51    | 14 | 9  |                                    |
| 7 | Nic.       | 14 | 8  | Degradatie naar de Overgangsklasse |
| 8 | SDO        | 14 | 8  | Degradatie naar de Overgangsklasse |

### Hoofdklasse B (HKB)
| # | team           | gs | pt |                                    |
| - | -------------- | -- | -- | ---------------------------------- |
| 1 | DeetosSnel     | 14 | 22 | Promotie naar de Korfbal League 2  |
| 2 | Valto          | 14 | 17 |                                    |
| 3 | GKV            | 14 | 15 |                                    |
| 4 | De Meervogels  | 14 | 14 |                                    |
| 5 | Nieuwerkerk    | 14 | 14 |                                    |
| 6 | KVS            | 14 | 13 |                                    |
| 7 | Sporting Delta | 14 | 9  | Degradatie naar de Overgangsklasse |
| 8 | Swift (M)      | 14 | 8  | Degradatie naar de Overgangsklasse |